# Eduardo Fentanes
Eduardo „Lalo” Fentanes Orozco (ur. 9 lipca 1977 w Veracruz) – meksykański trener piłkarski.
Fentanes, który nigdy nie grał profesjonalnie w piłkę nożną, ukończył akademię trenerską Escuela Nacional de Directores Técnicos w stołecznym mieście Meksyk w 1996 roku. Posiada także dyplom z psychologii sportu i szkolenia sportowego. Przez kilka kolejnych lat pracował jako analityk w sztabach szkoleniowych trenerów takich jak Enrique Meza, Sergio Bueno, Francisco Ramírez, Pablo Centrone, José Guadalupe Cruz i Carlos Reinoso. W latach 2003–2006 pełnił tę funkcję w reprezentacji Meksyku, prowadzonej wówczas przez Ricardo La Volpe. Po Mistrzostwach Świata w Niemczech został asystentem trenera Ignacio Palou w drugoligowych rezerwach klubu Monarcas Morelia, a już po kilku miesiącach został współpracownikiem José Luisa Sáncheza Soli w innym drugoligowcu, Puebla FC. W roli asystenta pracował tam przez następne cztery lata i w sezonie 2006/2007 wywalczył z Pueblą awans do najwyższej klasy rozgrywkowej. W 2008 roku zanotował kolejny, tym razem krótki epizod w sztabie reprezentacji, będąc w niej pomocnikiem selekcjonera Svena-Görana Erikssona.
W sierpniu 2010, kiedy to José Luis Sánchez Solá odszedł z Puebli wskutek konfliktu z nowym prezesem drużyny Ricardo Henaine, Fentanes objął funkcję pierwszego trenera klubu. W meksykańskiej Primera División zadebiutował w roli szkoleniowca 29 sierpnia w spotkaniu domowym z Pachucą, wygranym ostatecznie przez jego zespół wynikiem 3:1 po bramkach Gabriela Pereyry, Roberto Juáreza i Alejandro Acosty. Zaledwie kilka dni po swoim drugim meczu, przegranym 0:4 na wyjeździe z Jaguares, zrezygnował ze stanowiska i został zastąpiony przez José Luisa Trejo. W 2011 ponownie asystował José Luisowi Sánchezowi Soli, tym razem z drużynie Estudiantes Tecos z miasta Guadalajara, natomiast wiosną 2012 pracował w sztabie szkoleniowym Mario Garcíi w zespole Atlante FC z siedzibą w Cancún. W maju 2012 został asystentem holenderskiego trenera Johna van ’t Schipa w Chivas de Guadalajara w ramach projektu konsultanta klubu, Johana Cruyffa.
W listopadzie 2012 Fentanes został zatrudniony jako trenera drużyny San Luis FC przez nowego właściciela klubu Carlosa Lópeza Chargoya, zastępując ekwadorskiego szkoleniowca Álexa Aguinagę. Został zwolniony w lutym 2013 po tym, jak jego drużyna w siedmiu pierwszych kolejkach ligowego sezonu Clausura 2013 nie odniosła żadnego zwycięstwa, a jedyne trzy triumfy w roli trenera San Luis odniósł w krajowym pucharze. W kwietniu 2013 dołączył do zarządu klubu Jaguares de Chiapas z siedzibą w Tuxtla Gutiérrez, w którym pełnił rolę doradcy, zaś z początkiem 2014 roku objął funkcję asystenta wenezuelskiego trenera Césara Faríasa w ekipie Club Tijuana. We wrześniu tego samego roku został następcą Diego Torresa na stanowisku szkoleniowca drugoligowej filii Tijuany – zespołu Dorados de Sinaloa z miasta Culiacán. Z przeciętnym skutkiem prowadził ją przez dwa miesiące, zajmując dopiero jedenaste miejsce w lidze, po czym został zwolniony z powodu słabych wyników.
W maju 2015 Fentanes zastąpił Wilsona Graniolattiego w roli trenera drugoligowego klubu Atlante FC z siedzibą w Cancún.
Jego starszy brat Sergio Fentanes Orozco również jest trenerem piłkarskim.

## Statystyki
| Klub               | Kraj    | Od                | Do                | Bilans | Bilans | Bilans | Bilans | Bilans |
| Klub               | Kraj    | Od                | Do                | M      | Z      | R      | P      | %      |
| ------------------ | ------- | ----------------- | ----------------- | ------ | ------ | ------ | ------ | ------ |
| Puebla FC          | Meksyk  | 23 sierpnia 2010  | 13 września 2010  | 2      | 1      | 0      | 1      | 50%    |
| San Luis FC        | Meksyk  | 20 listopada 2012 | 18 lutego 2013    | 10     | 3      | 2      | 5      | 30%    |
| Dorados de Sinaloa | Meksyk  | 6 września 2014   | 11 listopada 2014 | 8      | 3      | 2      | 3      | 38%    |
| Atlante FC         | Meksyk  | 30 maja 2015      |                   |        |        |        |        |        |
| Łącznie            | Łącznie | Łącznie           | Łącznie           | 12     | 4      | 2      | 6      | 33%    |